# Македоний Солунски
Македоний Солунски (на средногръцки: Μακηδόνιος) е византийски държавник и поет от VI век, запазен в „Гръцка антология“.

## Биография
Македоний е роден в Солун. „Суда“ в статията за Агатий го нарича съврменник на Агатий, Павел Силенциарий и Трибониан по времето на император Юстиниан I. „Суда“ също така го нарича ипат (Ύπατος), гръцкия превод на консул. В „Гръцка антология“ има общо 43 негови стихотворения, повечето с еротичен характер и елегантен стил.